# Gortzer Laake
Die Gortzer Laake ist ein vertorftes Feuchtgebiet. Sie liegt nordwestlich des Ortsteils Gortz in der Gemeinde Beetzseeheide. Sie bildete sich in einer Senke einer eiszeitlichen Schmelzwasserrinne.

## Entstehungsgeschichte
Die Gortzer Laake nordwestlich des Dorfes Gortz entwickelte sich wie die südlicher gelegene Todtlaake im Zuge der letzten, der Weichselkaltzeit. Zwischen zwei Hügelketten mit dem Broseckenberg (66,8 Meter), dem Butzower Berg und dem Schwarzen Berg im Nordwesten und dem Mühlberg (61,9 Meter), dem Mosesberg (62,9 Meter) und dem Hasselberg im Südosten bildete während der Brandenburg-Phase nach Mitteleuropa vordringendes Eis ein breites, flaches, in südwestliche Richtung orientiertes Tal, das Gortzer Gletscherzungenbecken. Die Hügelketten werden dabei der Eisrandlage 2 b der Brandenburg-Phase der Weichselkaltzeit zugerechnet. Am nordöstlichen Ende des Beckens bildete sich eine Schmelzwasserrinne, in der Schmelzwässer zur Beetzseerinne, zum Beetzsee abflossen. Die Todtlaake bildete sich in derselben Rinne.

## Nutzung
Der Graben L 0932, der am Fuße des Broseckenberges beginnt, drainiert die Gortzer Laake in südöstliche Richtung zum Beetzsee. Die Mündung liegt in der Gemeinde Päwesin. Die Flächen werden großteils intensiv landwirtschaftlich genutzt. Auf einem Teil der Laake befinden sich alte Streuobstwiesen.

## Schutzgebiete
Flächen der Gortzer Laake liegt in unterschiedlichen Schutzgebieten. Beispielsweise ist sie vollständig Teil des Naturparks Westhavelland und liegt im Landschaftsschutzgebiet Westhavelland. Auch liegt sie im SPA-Gebiet (europäisches Vogelschutzgebiet) Mittlere Havelniederung. Teilflächen sind in geschützten Landschaftsbestandteilen ausgewiesen. Der geschützte Landschaftsbestandteil Gortzer Laake umfasst eine kleine Fläche im Norden der Laake, der Geschützte Landschaftsbestandteil Streuobstwiesen eine Fläche am südlichen Rand. Daneben gibt es im Osten noch ein geschütztes Biotop.